# 謝切諾沃區
55°13′28″N 45°53′26″E / 55.22444°N 45.89056°E
謝切諾沃區（俄语：Сеченовский район），是俄羅斯的一個區，位於該國西部，由下諾夫哥羅德州負責管轄，始建於1929年，面積991平方公里，2010年人口15,446，人口密度每平方公里15.59人。